# میرچئا لوچسکو
میرچئا لوچسکو (رومانیایی: Mircea Lucescu؛ ‏ تلفظ رومانیایی: [ˈmirt͡ʃe̯a]؛ زادهٔ ۲۹ ژوئیهٔ ۱۹۴۵) یک مربی فوتبال اهل رومانی است. از باشگاه‌هایی که در آن بازی کرده است می‌توان به باشگاه فوتبال دینامو بخارست اشاره کرد. همچنین برای تیم ملی فوتبال رومانی نیز به میدان رفته و بعد از الکس فرگوسن و پپ گواردیولا با ۳۸ جام پر افتخارترین مربی جهان است.
میرچئا دارای یک فرزند پسر به نام رزوان لوچسکو (مربی پائوک) می‌باشد.